# محمد بن عقيل السقاف
محمد بن عقيل السقاف (1165 - 1245 هـ) تاجر ثري وقائد سياسي تولى حكم ظفار لمدة خمس وعشرين سنة. يعتبر من أشهر تجار ظفار وأكثرهم نفوذًا حيث كانت له ثروة عظيمة وقوة سلاح ورجال كثير، وكانت تهابه قوى الاستعمار الغربي في المنطقة.

## نسبه
محمد بن عقيل بن عبد الله بن عقيل بن عبد الله بن أبي بكر بن علي بن عقيل بن عبد الله بن أبي بكر بن علوي بن أحمد بن أبي بكر السكران بن عبد الرحمن السقاف بن محمد مولى الدويلة بن علي بن علوي الغيور بن الفقيه المقدم محمد بن علي بن محمد صاحب مرباط بن علي خالع قسم بن علوي بن محمد بن علوي بن عبيد الله بن أحمد المهاجر بن عيسى بن محمد النقيب بن علي العريضي بن جعفر الصادق بن محمد الباقر بن علي زين العابدين بن الحسين السبط بن علي بن أبي طالب، وعلي زوج فاطمة بنت محمد ﷺ.
فهو الحفيد 33 لرسول الله محمد ﷺ في سلسلة نسبه.

## مولده ونشأته
ولد بمدينة صلالة بظفار سنة 1165 هـ/ 1752 م. كان جده عبد الله بن أبي بكر بن علي أول من نزل إلى ظفار قادمًا من مكة حوالي سنة 1130 هـ.

## تجارته
قام بشراء الكثير من الأراضي الزراعية، ووجه جُل اهتمامه لتجارة ظفار والتي ازدهرت في عهده. وكان يعمل في التجارة بين ظفار وعدة مناطق ساحلية. ومن أماكن التي كان يتردد عليها: مسقط، وبومباي، وموريشيوس، وعدن، والمخا، واللُحيّة، وكمران، وأبو عريش، والبصرة، وجنوب شرق آسيا، وشرق أفريقيا. وكانت له علاقات قوية مع حكام عصره كالسيد سعيد بن سلطان البوسعيدي ومحمد علي باشا وأمراء وأئمة اليمن والحجاز.
يمتلك العديد من السفن الحربية والتجارية منها: «ستارلنج كاسل Stirling Castle»، و«زين العابدين»، و«السقوف»، و«المحضار» وغيرها، ثم باع سفينته «المحضار» لسلطان عمان سعيد بن سلطان.
يقول المستشرق يوهان بيركهارت: «استُدعي السقاف إلى جدة في سنة 1814 م وعرض عليه الدخول في خدمة محمد علي باشا، وقدم له الباشا الهدايا الثمينة إما على أمل إدخاله في خدمته وإما بهدف تأمين صداقته، لكنه رفض العروض، وكان قد جمع ثروة طائلة، وله مؤسسات في كل مرفأ في البحر الأحمر تقريبًا».

### جزيرة كمران
اشترى جزيرة كمران، أرخبيل على البحر الأحمر، عام 1805 م من الشريف حمود حاكم أبي عريش قبل حكمه لظفار ودفع له 11 ألف دولار مقدمًا، وترك له 23 مدفعًا من عيارات مختلفة، وحوالي 600 قذيفة، وكمية من البارود. وبعد شراء جزيرة كمران كان محمد بن عقيل يقوم بنقل مواد البناء من الحديدة والمخا، ولديه قبطانان فرنسيان يقومان بمسح الشواطئ حول الجزيرة، فعلمت الحكومة البريطانية بذلك وأن السيد أعطى للفرنسيين وكالة، فاعتبرت ذلك إهانة للإمبراطورية البريطانية في الهند وتهديد لتجارتهم في البحر الأحمر. فتوجه برنجل المقيم البريطاني في المخا إلى أبي عريش للضغط على الشريف حمود حاكم أبي عريش، وبيّن لهم أن محمد بن عقيل لم يذكر الفرنسيين في صفقة الشراء، فكتب الشريف حمود للسيد محمد يخبره فيها بقراره عدم السماح له للاستيطان في الجزيرة.
أرسلت حكومة بومباي لبرنجل رسالة تخبره بأن الحكومة البريطانية تعد حملة إلى جزيرة كمران لتحطيم تحصينات محمد بن عقيل، وبدوره أوصل تلك الرسالة إلى الشريف حمود يأمره بتحطيم تحصينات السيد محمد، وعرض الشريف حمود تلك الرسالة لآمر الدعوة السعودي في اللُحيّة والذي قام بدوره وأركب مجموعه من أتباعه السفن وأصدر أمرًا باسم الإمام سعود بن عبد العزيز بتحطيم كل التحصينات، ولم تكتف تلك المجموعة بالتحطيم وإنما قامت بنهب مواد البناء والبضائع التي خزنها محمد بن عقيل. ففشلت مساعيه في جعل جزر كمران ميناء تجاري مهم، بسبب الضغط الذي مارسه الإنجليز عليه.
وفي سنة 1806 م وردًا منه على استيلاءهم على أملاكه وأمواله في جزيرة كمران هاجم محمد بن عقيل السفينة الأمريكية «أسيكس» في البحر الأحمر، وقُتل جميع طاقمها وعلى رأسهم القبطان جوزيف أورن إلا عامل القُمرة الصبي جوهانس بول، حمله محمد بن عقيل معه إلى ظفار وعاش في كنفه واعتنق الإسلام. وأطلق عليه الإنجليز بعد هذه الحادثة لقب «القرصان».

## حكمه لظفار
نصب السقاف نفسه حاكمًا على ظفار سنة 1806 م، وجعل صلالة عاصمة له، وقام ببناء قلعة السور بها، والذي كان مقر حكمه، وكان يمتلك فيه 500 جندي من الرقيق ضمن حاشيته. وأمر أيضًا بتشييد حصن مرباط بمدينة مرباط. وفي عام 1824 م ضم كل إقليم ظفار لحكمه، كما وصل إلى وادي حضرموت أو ربما وادي المسيلة المؤدي لوادي حضرموت. ونعمت تلك المناطق بالاستقرار والازدهار، وبنى القرى وأقام المزارع حتى أصبحت منطقة تجارية عظيمة.
قام بتوحيد ظفار بكل السبل فدخل في منازعات مع قبائل الحكلي «القرا» وخاصة في هجومه على مرباط عام 1826 م، وكانت المدينة تحت سيطرة القرا من قبل آل عمر بقيادة أحمد بن سليمون. لكن خاتمة محمد بن عقيل كانت وخيمة حيث وقع في كمين نصبه له بيت قطن، أحد قبائل القرا، في وادي نحيز بجبال ظفار الوسطى وهناك قُتل.

## وفاته
توفي سنة 1245 هـ/ 1829 م، ودفن في مقبرة بن عفيف بصلالة الوسطى بالقرب من قبور أسلافه من آل السقاف. والسيد محمد بن عقيل لم يعقب، ولا يوجد من ذريته اليوم بظفار أحد.

## روابط خارجية
- بالصور: تعرّف على تفاصيل حصن مرباط والمتحف الموجود داخله - أثير.
- كتاب تاريخ ظفار التجاري (1800 - 1950) - مدونة فتاة ظفارية.